# Camil Velican
Camil Velican (n. 18 decembrie 1878, Târgu Mureș – d. 1937) a fost reprezentantul cercului Alba-Iulia (oraș) la Marea Adunare Națională.

## Biografie
Camil Velican a profesat avocatura. În anul 1911 era epitropul Bisericii Lipoveni-Alba Iulia. Ședința de constituire a Consiliului Dirigent a avut loc în casa lui, unde s-a depus și jurământul de credință față de Marele Sfat Național. În locuința sa, Consiliul Dirigent și-a desfășurat activitatea, până la data de 4 decembrie 1918, când Consiliul este mutat la Sibiu. A fost membru în Consiliul Național Român și primul primar al orașului Alba Iulia în România întregită. A fost prefect în timpul încoronării regelui Ferdinand I și Reginei Maria la Alba Iulia. A mai fost și deputat.
Părinții lui Velican au fost Alexandru Velican, judecător, și Maria Târlea, aceasta din urmă fiind înrudită cu Vasile Hossu și Iuliu Hossu. Camil Velican a urmat studii universitare la Cluj-Napoca și la Budapesta, la cea din urmă activând ca membru al societății de lectură „Petru Maior”, înființată din inițiativa studenților români, cu scopul cultivării spiritului național.
A fost membru activ al Partidului Național Român. La întoarcerea sa de pe frontul italian, este chemat de către Iuliu Maniu la Viena. Aici, Velican primește dispoziția de a merge la Arad, noul sediu al Consiliului Național Român Central, pentru a se pune în slujba acestuia în vederea Convocării Marii Adunări Naționale. În această perioadă primește sarcina de a întâmpina trupele mareșalului Mackensen, reușind să obțină acordul ca trupele germane aflate în retrageresă ocolească Alba Iulia pentru a nu tulbura desfășurarea Marii Uniri.
În semn de mulțumire pentru găzduirea Consiliului Dirigent în propria casă, Velican a primit de la Iuliu Maniu o carte poștală cu semnăturile a 12 membri ai Consiliului și penița de aur a lui Maniu, cu care acesta a semnat actul Unirii. Pentru meritele sale, Velican a primit decorațiile: Ordinul Ferdinand I, Coroana României în grad de comandor; Steaua României în grad de ofițer, Vulturul; Răsplata Muncii cl. I; Meritul Comercial și Cultural.